# Tiago Augusto Veloso de Horta
Tiago Augusto Veloso de Horta (Guarda, 7 de março de 1819 — Coimbra, 19 de dezembro de 1863) foi um oficial do Exército Português que se distinguiu no campo político, inicialmente como apoiante militar do conde de Vila Real na Patuleia e depois como deputado (1858 a 1864) e presidente da Câmara dos Deputados (1862-1863). Foi administrador da Casa de Bragança e Ministro das Obras Públicas, Comércio e Indústria do governo do Partido Histórico (4 de julho de 1860	a 26 de fevereiro de 1862), chefiado pelo Marquês de Loulé (futuro Duque de Loulé).